# 과카몰레

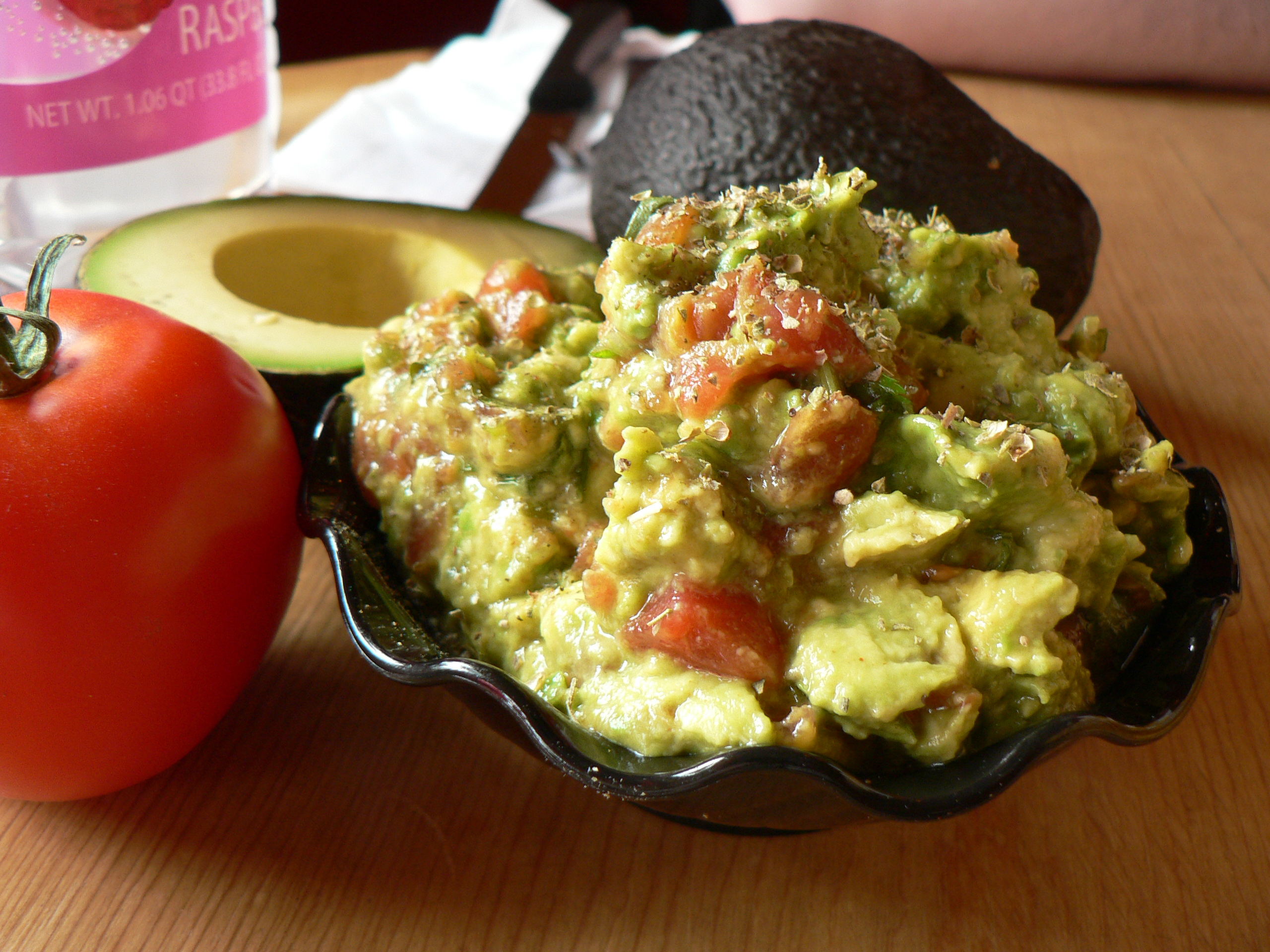
과카몰레

과카몰레(스페인어: guacamole)는 멕시코 요리의 소스로, 콘칩과 유사한 '토토포(Totopo)'라고 하는 튀긴 토르티야 조각으로 퍼서 먹는다.
'과카'는 멕시코에서 아보카도를 뜻하는 '아과카테(Aguacate)'에서 온 것이며, '몰레'는 멕시코 원주민 어로 '소스'를 뜻한다.

## 재료
- 양파
- 할라페뇨고추
- 토마토
- 고수 잎
- 아보카도
- 소금

## 조리법
아보카도를 반을 잘라 씨를 빼고 과육을 숟가락으로 퍼담고 잘 으깬다. 여기에 다진 양파와 토마토, 고수 잎을 넣고 소금 간을 한다. 식성에 따라서 다진 청고추를 첨가 할 수 있다. 아보카도의 변색을 막기 위해 라임 즙을 약간 뿌리기도 한다. 

## 같이 보기
- 딥

1. ↑  National Academies of Sciences, Engineering, and Medicine; Health and Medicine Division; Food and Nutrition Board; Committee to Review the Dietary Reference Intakes for Sodium and Potassium (2019). 〈Chapter 4: Potassium: Dietary Reference Intakes for Adequacy〉.   Oria, Maria; Harrison, Meghan; Stallings, Virginia A. 《Dietary Reference Intakes for Sodium and Potassium》. The National Academies Collection: Reports funded by National Institutes of Health. Washington, DC: National Academies Press (US). 120–121쪽. doi:10.17226/25353. ISBN 978-0-309-48834-1. PMID 30844154. 2024년 12월 5일에 확인함.
2. ↑  United States Food and Drug Administration (2024). “Daily Value on the Nutrition and Supplement Facts Labels”. 《FDA》. 2024년 3월 27일에 원본 문서에서 보존된 문서. 2024년 3월 28일에 확인함.